# Speyer
Speyer er en by i den tyske delstat Rheinland-Pfalz; den ligger ved floden Rhinen og har ca 50 000 indbyggere. Speyer var en betydningsfuld by i middelalderen og er kendt for sin domkirke, som er på UNESCO's Verdensarvsliste.
Foruden domkirken findes der et kendt teknisk museum og den tyske højskole for administrative videnskaber (Deutsche Hochschule für Verwaltungswissenschaften) findes i byen.
Byen ligger lige på grænsen mellem to dialekter indenfor det tyske sprog, hvilket har givet grænsen navnet Speyerlinjen.
Speyer er en del af regionen Rhein-Neckar med Ludwigshafen, Mannheim og Heidelberg som centrum. Byen ligger ved floden Speyerbachs munding i Rhinen, ca. 20 km syd for Ludwigshafen/Mannheim og 34 km nord for Karlsruhe.
Rhinen danner byens østlige grænse og samtidig grænsen fra Rheinland-Pfalz til Baden-Württemberg. I byens nordvestlige område opstod der på grund af grusgravning mange kunstige søer, der i blandt området Binsfeld med otte søer.

## Historie
Talrige fund fra Yngre stenalder, Bronzealderen, Hallstattkulturen og La Tène-kulturen, tyder på at terrasserne i Speyer, særlig i nærheden af Rhinen altid har været interessante bosættelsessteder.
Speyers beliggenhed ved Rhinen havde stor betydning for byens udvikling. Nærheden af floden på et oversvømmelsesikkert område og den nærliggende Neckarsdal`s udmunding i Rhinområdet, der gjorde forbindelen mod sydøst til Donau mulig, og nærheden af det lavtliggende område Kaiserslauterner Senke, som formidlede trafikken mod vest og sydvest. Speyers betydning som et vigtigt trafikknudepunkt viser også, at der iMiddelalderen var fem færger i Rhinen-området omkring byen.
Efter Romernes erobring af Gallien 50 f.Kr. blev Rhinen en del af det romerske rige. 10 f.Kr. oprettede romerne i området en militærlejr, som blev impulsen til bydannelsen. Omkring 150 nævntes byen under det keltiske navn Noviomagus (Neufeld eller Neumarkt) i grækeren Claudius Ptolemæus verdenskort.
Fra år 260 kunne de vedvarende angreb af alemannerne i forbindelse med folkevandringerne på Limes ikke afværges mere, og den romerske rigsgrænse blev tilbagetrukket til Rhinen, og Speyer blev igen en grænseby. I det 4. århundrede fik Speyer sin første biskop, men bispedømmet gik formodentlig under i folkevandringstiden. I året 406 satte svebere, vandaler og sarmatiske alanere
på grund af tryk fra forfølgende hunnerer over Rhinen og overrendte på deres vej til Gallien også Speyer. En rigt udstyret „fyrstegrav“ i Altlussheim, ca. fire kilometer fra Speyer, bevidner at alano-sarmaterne, hunnerne eller vandalerne har været der.
I et slag 496/497 ved Zülpich og et videre slag i 505 besejrede frankerne under Klodevig alemannerne og Speyer blev en del af det frankiske kongerige. Dermed fik Speyer igen tilknytning til den galliske-romerske kultur. I forbindelse med reorganiseringen af forvaltningen kom der romaniserede embedsmænd og biskopper fra det sydlige Gallien til Rhinen. Det nye grevskab Speyergau omfattede ca. byområdet Speyer. Det af alemannerne indførte navn Spira nævnes for første gang på skrift i det 6. århundrede, selvom det allerede er nævnt omkring 496/509. Fra det 7. århundrede er Speyer igen et biskopsæde.
969 gav kejser Otto den Store biskopkirken i Speyer retten til at have sin egen domstol og kontrollen og mønter og told. Fra 1030 lod kejser Konrad den anden byggeriet af Speyer domkirke begynde.
- 10 f.Kr. begyndte man at bygge den første romerske militærlejr, men der findes spor af tidligere keltiske bosættelser.
- 346 udnævntes den første biskop i byen.
- 496/506 anvendtes navnet Spira for førsta gang.
- I 1000-tallet spredtes speyerske mønter helt til Færøerne.
- 1030 indledte kejser Konrad 2. byggeriet af domkirken.
- 1294 tabte biskoppen sin magt, og Speyer blev en fri rigsstad (Reichsstadt).
- 1527-1689 lå 'rigskammerdomstolen' (Reichskammargericht) i byen.
- 1529 protesterede de evangeliske rigsstænder mod de reformationsfjendtlige beslutninger som blev truffet dér. På rigsdagen i Speyer 1529 blev det endelig vedtaget at iværksætte Wormser-ediktet. Da fremlagde de nytroende stænder for første gang en åben protest mod religiøs tvang. De kaldte sig nu "protestanter". (Se hertil afsnittet "Bruddet med Zwingli (1529)" i artiklen om Luther)
- 1689 blev byen besat i en kort periode af franske tropper og blev næsten fuldstændig ødelagt.
- 1792 erobrede franske tropper igen byen, som så tilhørte Frankrig indtil 1814.
- 1816 blev Speyer hovedstad i Pfalz som da tilhørte Bayern.
- 1933 byggedes den første bro over floden Rhinen.
- 1990 fejrede byen sit 2000-års jubilæum hvor bl.a. præsidenterne George Bush (USA) og Michail Gorbatjov (Sovjetunionen) deltog.
- 2011 fejrede byen 900 års borgerfrihed